# Линдпайнтнер, Петер Йозеф фон
Петер Йозеф фон Линдпайнтнер (нем. Peter Joseph von Lindpaintner; 1791—1856) — немецкий композитор и дирижёр.

## Биография
Сын оперного певца Якоба Линдпайнтнера. Вырос в Аугсбурге, где его отец обосновался в 1795 г., готовился к медицинской карьере, но затем интерес к музыке возобладал. Учился у аугсбургских музыкантов, в том числе у К. Б. Витцки, затем, получив покровительство и финансовую помощь курфюрста Клеменса Венцеслава, в Мюнхене у Петера фон Винтера (композиция) и Йозефа Гретца (контрапункт). В 1811 г. в Мюнхене была поставлена первая опера Линдпайнтнера «Демофон». В 1812—1819 гг. капельмейстер мюнхенского театра Isartortheater. Затем, благодаря отличным успехам в этой должности, был приглашён в Штутгарт в качестве придворного капельмейстера. Согласно словарю Римана, Линдпайнтнер «был превосходным дирижером и создал известность штутгартской капеллы», известен также отзыв Феликса Мендельсона (в письме К. Ф. Цельтеру от 15 февраля 1832 г.) о Линдпайнтнере как лучшем дирижёре Германии (нем. Der Lindpaintner ist, glaub’ ich, jetzt der beste Orchesterdirigent in Deutschland). Музыку Линдпайнтнера современники расценивали как сочетающую в себе влияния К. М. Вебера и Луи Шпора с блестящим изяществом французской традиции. Линдпайнтнер также руководил Нижнерейнскими музыкальными празднествами в 1851 году и был дирижёром на концертах Лондонского филармонического общества в 1852 году.
Как композитор Линдпайнтнер был более плодовит, чем оригинален, его произведения носят преимущественно подражательный характер; он написал 21 оперу, несколько балетов и мелодрам, шесть месс, Stabat Mater, 2 оратории, кантаты, симфонии, увертюры («Faust»), концерты, произведения камерной музыки и много романсов, из которых особой популярностью пользовался «Pahnenwacht». Наибольшую художественную ценность представляют песни, написанные Линдпайнтнером.
Петер Йозеф фон Линдпайнтнер умер 21 августа 1856 года в Нонненхорне на Боденском озере.